# Who Are You/Had Enough
Who Are You/Had Enough è un singolo del gruppo rock inglese The Who pubblicato nel Regno Unito nel 1978.

## Il disco
Venne pubblicato come singolo a "doppio lato A" in quanto entrambi i brani erano estratti dall'album Who Are You.

## Accoglienza
Fu uno dei più grandi successi della band in Nord America, raggiungendo la 14° negli Stati Uniti; divenne anche uno dei brani più suonati durante i concerti del gruppo. Il piano in pista è suonato da Rod Argent.

## Tracce
- Singolo 7"

1. Who Are You - 5:01 (Pete Townshend)[3]
2. Had Enough - 4:27 (John Entwistle)[3]

## I brani
Who Are You
Il brano fu scritto e composto da Pete Townshend. Townshend una notte incontrò in un bar Steve Jones e Paul Cook, membri dei Sex Pistols, che gli espressero la loro ammirazione ma anche che, per loro, lui e il resto del gruppo rappresentavano il vecchio ed erano ormai finiti. Uscendo ubriaco dal bar, Townshend cadde finendo addormentato appoggiato a un portone dove venne svegliato da un poliziotto al quale disse "Who are you?", ovvero "Chi sei?". La canzone inizia appunto così, rifacendo la domanda ai due giovani musicisti che aveva incontrato nel bar e che, secondo l'interpretazione dell'autore, non sarebbero diventati tali se lui non avesse iniziato a suonare oltre un decennio prima.

## Video
Venne prodotto un videoclip promozionale, girato il 9 maggio 1978, per il documentario The Kids Are Alright; la versione del brano presente nel video originariamente avrebbe dovuto essere ottenuta dalla band che suonava in playback e con il solo Roger Daltrey che sovraincideva il canto dal vivo, ma poi furono registrate nuovamente anche le chitarre, le voci di supporto, la batteria e il piano e solo il basso e il supporto del sintetizzatore sono rimasti quelli della versione originale.

## Nella cultura di massa
Il brano è impiegato nelle seguenti opere:
- In una scena del film Bad Timing di Nicolas Roeg.
- Tema musicale per la serie televisiva CSI - Scena del crimine e CSI: Vegas.
- Una versione modificata è stata usata nella serie televisiva Due uomini e mezzo, nell'episodio "Fish in a Drawer".
- Nel videogame Rock Band.
- Ne viene suonata una cover in un episodio della serie TV Scrubs.
- Louis C.K. canta il brano nell'episodio "Country Drive" della serie TV Louie.
- Sigla del varietà di Rai 1 Il cantante mascherato.